# Clévid Dikamona
Clévid Florian Dikamona (Caen, 23 giugno 1990) è un ex calciatore francese naturalizzato congolese (Repubblica del Congo), di ruolo difensore.